# Neoplocaederus laszlokotani
Neoplocaederus laszlokotani es una especie de escarabajo longicornio del género Neoplocaederus, tribu Cerambycini, subfamilia Cerambycinae. Fue descrita científicamente por Kotán y Sama en 2011.

## Descripción
Mide 34-38 milímetros de longitud.

## Distribución
Se distribuye por Siria.